# Belgien i olympiska sommarspelen 1948
Belgien deltog med 152 deltagare vid de olympiska sommarspelen 1948 i London. Totalt vann de två guldmedaljer, två silvermedaljer och tre bronsmedaljer.

## Medaljer

### Guld
- Léon Delathouwer, Eugène van Roosbroeck och Lode Wouters - Cykling, laglinjelopp.
- Gaston Reiff - Friidrott, 5 000 meter.

### Silver
- Joseph Vissers - Boxning, lättvikt.
- Pierre Nihant - Cykling, tempolopp.

### Brons
- Lode Wouters - Cykling, linjelopp.
- Etienne Gailly - Friidrott, maraton.
- André Van De Werve De Vorsselaer, Paul Louis Jean Valcke, Raymond Bru, Georges de Bourguignon, Henri Paternóster och Edouard Yves - Fäktning, florett.